# Cynomops milleri
Cynomops milleri és una espècie de ratpenat de la família dels molòssids. Viu a altituds d'entre 150 i 500 msnm al Brasil, la Guaiana Francesa, Guyana, el Perú, Surinam i Veneçuela. El seu hàbitat natural són els boscos humits tropicals. Es creu que no hi ha cap amenaça significativa per a la supervivència d'aquesta espècie, que anteriorment es considerava una subespècie de C. paranus.